# Antiheroi

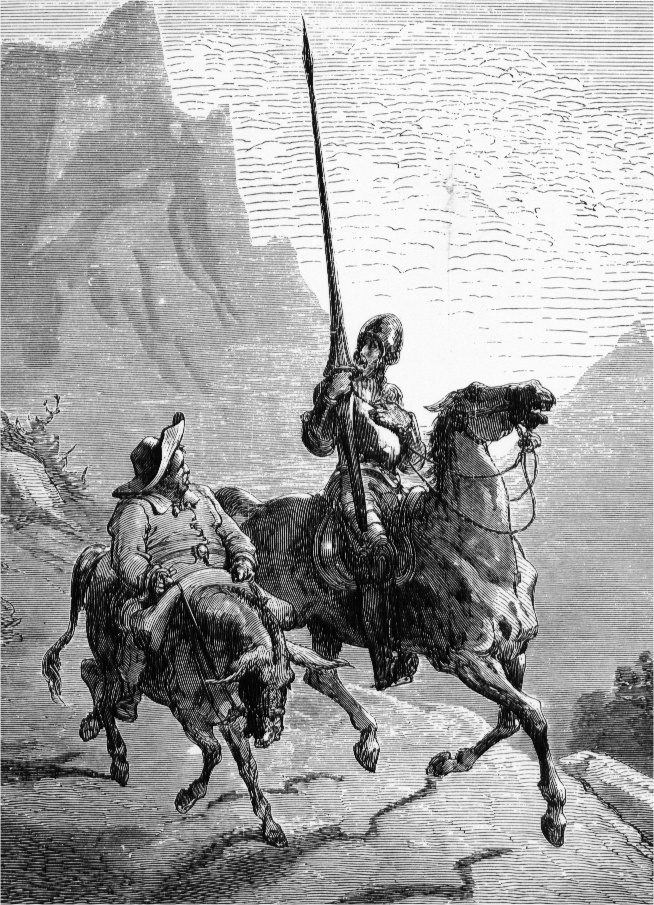
Don Quixot de la Manxa, exemple d'antiheroi de la literatura clàssica.

Un antiheroi o una antiheroïna és el personatge protagonista d'una obra de ficció que es defineix per la manca de qualitats positives usualment associades als herois, així sol ser una persona mediocre, covarda o amb una vida trista. Pot tenir un gran defecte o mala sort però sovint també compta amb moments de glòria dins la història.
Els antiherois van sorgir per fer riure el públic però van anar evolucionant fins a simbolitzar l'home corrent, sovint amb un pensament pessimista, de manera que l'espectador o lector es pot identificar amb ell i experimentar la catarsi aristotèlica mantenint, però, una certa distància irònica i compassiva amb el personatge. El segle xx va viure l'eclosió dels antiherois.
L'antiheroi pot ser o no antagonista de l'heroi. En el primer cas acostuma a ser una persona sense valors morals, que creu que el fi justifica els mitjans però que manifesta una maldat maldestra, sense l'atracció dels malvats clàssics. L'egocentrisme és una constant en els antiherois.

## Alguns antiherois
- Leopold Bloom
- Artemis Fowl
- Lázaro, del Lazarillo de Tormes
- Light Yagami, de la sèrie de manga i anime Death Note
- Garfield
- Walter White, de la sèrie de televisió Breaking Bad
- Shrek, de la sèrie de pel·lícules d'animació del mateix nom
- Charlie Brown dels Peanuts
- Ally McBeal
- Homer Simpson
- Scooby Doo
- Goofy
- Oncle Garrepa
- SuperLlopis
- Don Quixot de la Manxa
- Batman
- John Constantine
- Deadpool
- Punisher